# Contea di Zitong
La contea di Zitong (梓潼县S, Zǐtóng XiànP) è una contea della Cina, situata nella provincia di Sichuan e amministrata dalla prefettura di Mianyang.